# Sadakichi Hartmann
Pour les articles homonymes, voir Hartmann.
Carl Sadakichi Hartmann, né le 8 novembre 1867 et mort le 22 novembre 1944, est un critique d'art et de photographie et poète américain d'origine allemande et japonaise.

## Biographie
Sadakichi Hartmann, né sur l'île artificielle de Dejima, à Nagasaki, d'une mère japonaise, Osada Hartmann, et d'un homme d'affaires allemand, Carl Herman Oskar Hartmann, est élevé en Allemagne et arrivé à Philadelphie en 1882. Il devient citoyen américain en 1894. Premier participant important du modernisme, Hartmann était un ami de personnalités aussi diverses que Walt Whitman, Stéphane Mallarmé et Ezra Pound.
Sa poésie, profondément influencée par les symbolistes ainsi que par la littérature orientaliste, comprend Drifting Flowers of the Sea and Other Poems (1904), My Rubaiyat (1913) et Rythmes japonais (1915). Ses travaux de critique incluent Shakespeare  in Art (1901) et Japanese Art (1904). Au cours des années 1910, Hartmann se laisse couronner roi des Bohémiens par Guido Bruno dans Greenwich Village à New York. Hartmann a écrit certains des premiers haïku en anglais.
Il fut l'un des premiers critiques à écrire sur la photographie, avec des essais réguliers dans Camera Notes d'Alfred Stieglitz. Hartmann a publié des critiques et organisé des tournées de conférences sous le pseudonyme de "Sidney Allen".

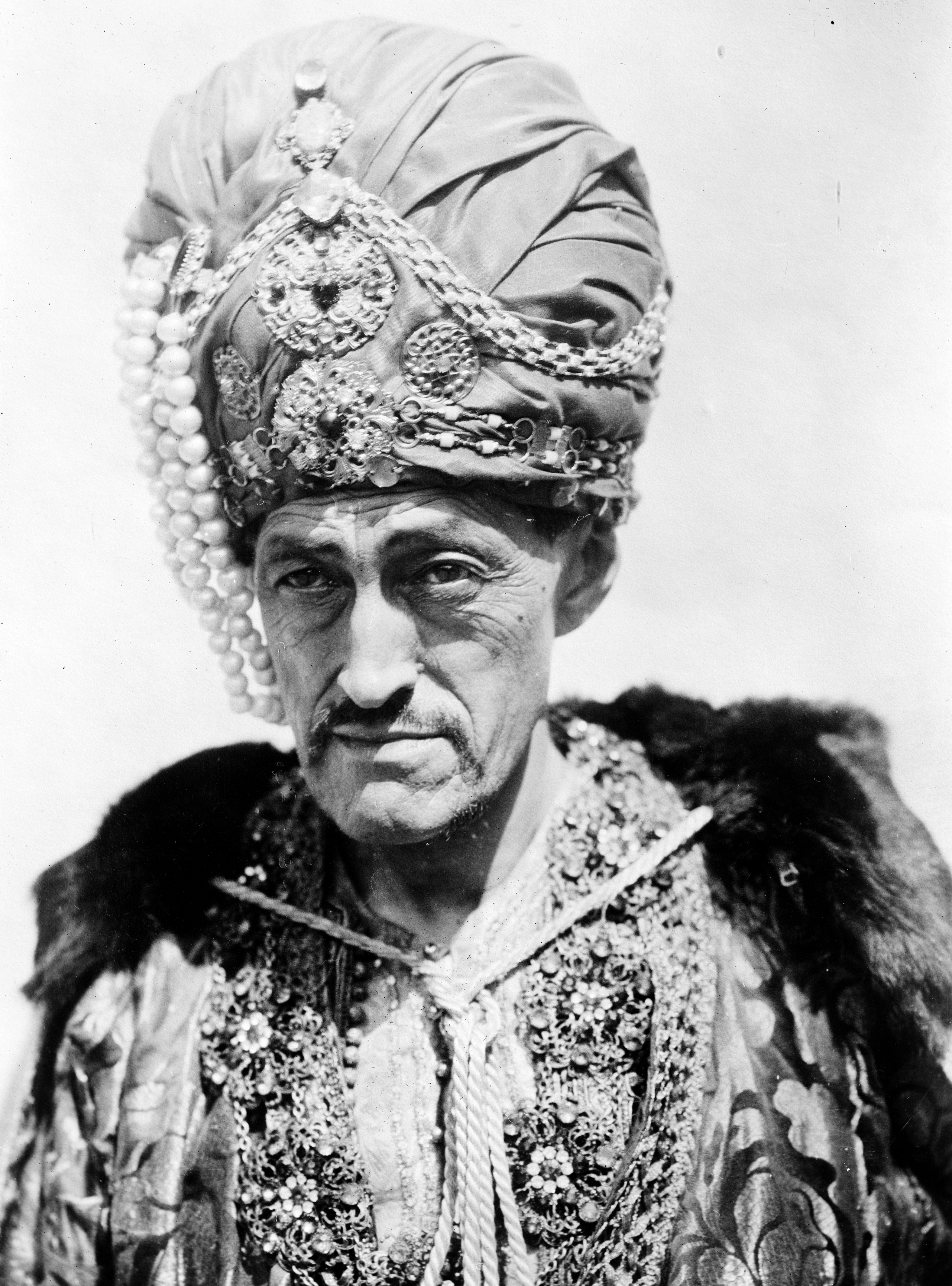
Hartmann en tant que magicien de la cour dans le film Le Voleur de Bagdad (1924) de Douglas Fairbanks.

Il a fait une brève apparition dans le film de Douglas Fairbanks Le Voleur de Bagdad en tant que magicien de la cour.
Des années plus tard, il vit à Hollywood et, en 1942, dans le ranch de sa fille à l'extérieur de Banning, en Californie. En raison de son âge et de ses conditions de santé, Hartmann est l'un des rares Américains d'origine japonaise sur la côte ouest à éviter l'incarcération de masse pendant la Seconde Guerre mondiale, bien que le FBI et les responsables locaux se soient rendus souvent au ranch pour mener des enquêtes. En 1944, il est mort alors qu'il rendait visite à une autre de ses filles à St. Petersburg, en Floride.
Une collection de ses papiers est conservée à l'Université de Californie, à Riverside, y compris la correspondance relative à son autorisation d'obtenir de rester à Banning pendant la guerre.